# Bazzania assamica
Bazzania assamica là một loài Rêu trong họ Lepidoziaceae. Loài này được (Stephani) S. Hatt. mô tả khoa học đầu tiên năm 1947.